# Oscar Casco
Oscar Casco (Cafayate, 5 de marzo de 1923 - Buenos Aires, 6 de agosto de 1993) ―seudónimo de Oscar Adrián Goizueta― fue un galán y actor argentino de radio, cine y televisión.

## Biografía
Su apellido materno era Casco. Se inició en 1942 en Radio El Mundo y en los años cincuenta fue una de las figuras destacadas del radioteatro en Radio Splendid actuando con Hilda Bernard como coprotagonista sobre libretos de Nené Cascallar y de Alberto Migré, para luego pasar a Radio El Mundo. A través de los radioteatros popularizó la frase «Mamarrachito mio...». En la radio compartió escenas junto a primeras figuras de la radiofonía argentina como las actrices Susy Kent, Iris Láinez, Marga de los Llanos, Celia Juárez y Nydia Reynal.
Su primera aparición en el cine fue en Juan Globo (1949), junto a Luis Sandrini. También trabajó en la televisión en diversos ciclos.
En 1952 publicó el libro de poemas Milagro de amor. También incursionó en el teatro actuando en Atrévete Susana, entre otras obras.
En 1954 trabajó en una función teatral y folclórica, acerca de los 39 años del club Círculo General Urquiza junto con Iris Lánez y Francisco de Paula. También trabajó en una obra teatral junto a Alba Castellanos y Héctor Méndez.
Llegó a grabar un disco para la RCA Víctor donde aportaba su característica voz en poemas como La distancia (de Paul Gerardy) y El adiós (de Belisardo Roldán), con acompañamiento en piano de Fernando Randle.
En 1978 abandona esporádicamente la actuación para dedicarse a la conducción.

## Fallecimiento
El galán radial Oscar Casco falleció por complicaciones en su salud el viernes 6 de agosto de 1993 a los 70 años de edad. Sus restos descansan en el Panteón de la Asociación Argentina de Actores del Cementerio de la Chacarita.

## Filmografía
Actor
- Juan Globo    (1949)
- El cielo en las manos    (1950)
- Hay que bañar al nene    (1958)
- Quinto año nacional    (1961)
- La chacota    (1963)
- Moamba (Vidas vendidas)    (1970)
- Juan Manuel de Rosas    (1972)
- Rebeldía   (1975)

## Televisión
- 1968/1973: Viernes de Pacheco.
- 1970: Matrimonios y algo más.
- 1971: Nosotros también reímos.
- 1971: La comedia de la tarde.
- 1971: Los vecinos son macanudos.
- 1972: Malevo (serie de televisión), como Camilo Bayeta.[7]
- 1972: Gran pensión El Campeonato.
- 1973: El teatro de Myriam de Urquijo.
- 1982: Gracias Doctor.[8]

## Teatro
- 1951: Cuando la verdad es mentira, en el Teatro Ateneo.
- 1954: Gran Teatro Pond's junto a Iris Láinez, Juan Carlos Palma, Pepita Furn y Carlos Daniel Reyes.
- 1963: Departamento de soltero, dirigida por Eduardo Sánchez Torel en el  Teatro Florida. Con Lilian Valmar, Hilda Suárez y Alberto Lima.[9]
- 1974: Una libra de carne, dirigida por Osvaldo Calatayud en el Teatro San Martín. Con Osvaldo Terranova, Carlos Calvo y Mario Labardén.
- 1983: Pelo de zanahoria, en el Teatro San Martín.

## Radio
- El alma dormida (1950)
- No quiero vivir así (Teatro Palmolive del Aire) (1950).[10]
- Los fugitivos.
- El Poeta del Amor con Iris Láinez.
- La enemiga ausente (1952), con Hilda Bernard y Pedro Buchardo.
- Mi esposa se quire casar (1952).
- Desierto de tentación (1953)
- CALLE CORRIENTES (1963 a 1965) "FANTANGO" todos los sabados a las 13hrs.con Fidel Pintos Comedia.
- Cuando cantan los poetas (1973)
- El ángel ciego (1962)
- La Sandía de la Tentación (1982)